# Château-sur-Epte

Château-sur-Epte este o comună în departamentul Eure, Franța. În 1 ianuarie 2022 avea o populație de 626 de locuitori.